# سائل تاموري
السَّائِلُ التَّأمورِيّ (بالإنجليزية: pericardial fluid)‏ هو سائل مَصْلِيّ يُفرز من قبل الطبقة المصلية من التامور في تجويف التامور. يتكون التأمور من طبقتين، طبقة ليفية خارجية وطبقة مصلية داخلية. هذه الطبقة المصلية تتكون من غشائين، الأول يُغلف تجويف التأمور والآخر يُفرز سائل التأمور.
السائل يشبه السائل النخاعي من الدماغ الذي يعمل كوسادة ويسمح ببعض حركة الجهاز.

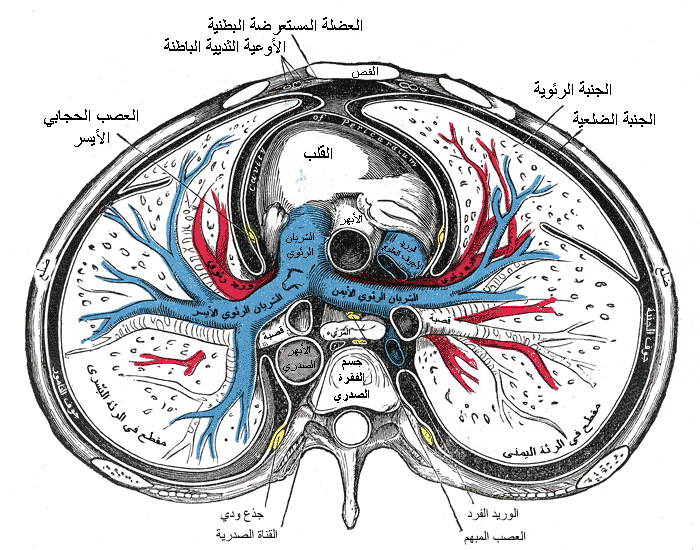

## الوظيفة
السائل التأموري يقلل الاحتكاك داخل التامور عن طريق تَزْلِيق السطح النخابي مما يسمح للأغشية أن تنزلق على بعضها البعض مع كل ضربة من ضربات القلب.

## المكونات
يتكون السائل من تركيز عال من نازِعَةُ هيدروجينِ اللَّاكتات (LDH) والبروتين والخلايا الليمفاوية. في البالغين الأصحاء يصل حجم السائل إلى 50 مل، ذو لون قَشي.

### داء القلب الاقفاري
في المرضى الذين يعانون من مرض نقص تروية القلب هناك تراكم عوامل نمو الأوعية الدموية في السائل التأموري. وهذا يساهم في تكوين الأوعية الدموية (تشكيل الأوعية الدموية الجديدة) وتوليد الشرايين (زيادة في قطر الشرايين الموجودة). وهذا يساعد على منع نقص تروية عضلة القلب (نقص الأكسجين في القلب).

## انصباب تأموري
انصباب تاموري هو وجود السائل التاموري بشكل مفرط، وهذا يمكن تأكيده باستخدام تخطيط صدى القلب. إن الانصبابات الصغيرة ليست بالضرورة خطرة وعادة ما تكون ناجمة عن العدوى مثل فيروس نقص المناعة البشرية أو يمكن أن تحدث بعد جراحة القلب. قد تتسبب الضخامة الكبيرة والمتراكمة بسرعة في حدوث اندحاس قلبي، مما يضع ضغطا على القلب يمنعه من ملء البطينين بشكل صحيح، وهو من المضاعفات التي تهدد الحياة.

## بزل التأمور
بزل التأمور هو الإجراء المستخدم لإزالة السائل التأموري من تجويف التامور. يتم تنفيذ ذلك باستخدام إبرة وتحت توجيه الموجات فوق الصوتية. ويمكن استخدامه لتخفيف الضغط من الانصباب التاموري أو لأغراض التشخيص، والتي تبين سبب التشوهات مثل: السرطان، انثقاب القلب، الصدمة القلبية، قصور القلب الاحتقاني، تمزق التهاب التامور من تمدد الأوعية الدموية للبطين.

## نافذة التامور
هي عملية جراحية تُجرى لعلاج انصباب التامور أو اندحاس القلب.